# دانشگاه ابردین
دانشگاه ابردین  (به انگلیسی: University of Aberdeen) یک دانشگاه تحقیقاتی دولتی در ابردین واقع در اسکاتلند است که در سال ۱۴۹۵ میلادی بنیان‌نهاده شده‌است. این دانشگاه یک دانشگاه باستانی است و زمانی تأسیس شد که ویلیام الفین استون، اسقف آبردین و صدراعظم اسکاتلند، به نمایندگی از جیمز چهارم، از الکساندر ششم درخواست کردند تا کالج کینگ، آبردین را تأسیس کند. ابردین به‌عنوان سومین دانشگاه قدیمی اسکاتلند و پنجمین دانشگاه کهن انگلیسی‌زبان است و به‌طور مداوم در بین ۱۲۰ دانشگاه برتر جهان قرار دارد.

## تاریخچه

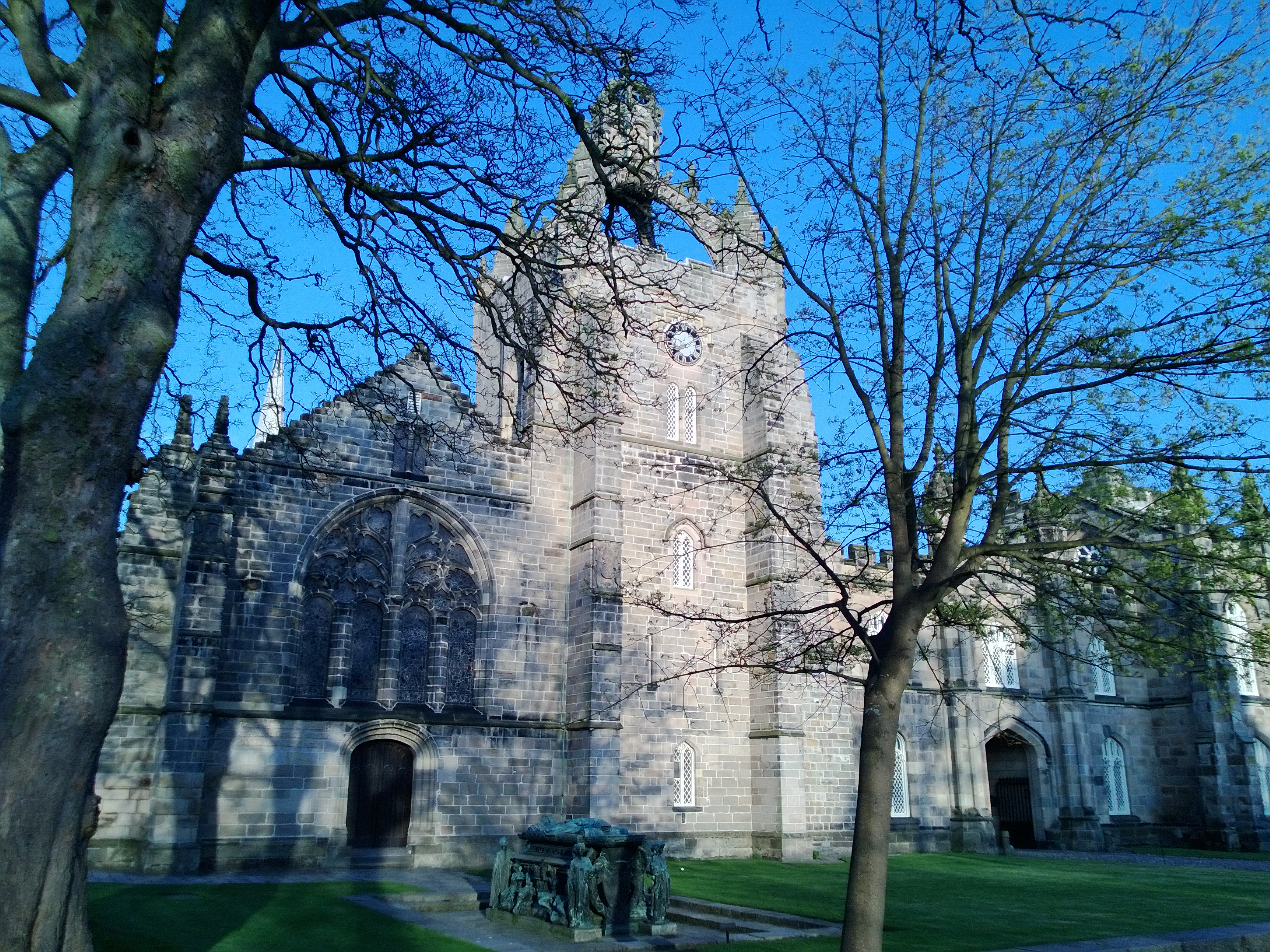
کینگز کالج، دانشگاه ابردین. نمازخانه و مقبرهٔ ویلیام الفینستون ماه می ۲۰۱۳

### کالج‌های کینگز و ماریسکال
اولین دانشگاه در ابردین؛ کینگز کالج، در فوریهٔ ۱۴۹۵ توسط ویلیام الفینستون، در مقام اسقف ابردین، صدراعظم اسکاتلند، و دانش‌آموختهٔ دانشگاه گلاسکو تأسیس شد. وی پیش‌نویس درخواست را به نمایندگی از جیمز چهارم به پاپ الکساندر ششم ارائه کرد و در نتیجه صدور مجوز پاپ این دانشگاه آغاز به کار کرد.

نخستین رئیس این دانشگاه هکتور بویس، کارشناس ارشد، دانش‌آموخته و استاد دانشگاه پاریس بود که از نزدیک با الفینستون در توسعه و راه‌اندازی دانشگاه همکاری می‌کرد. با وجود این تاریخ تأسیس، در واقع شروع آموزش تا ده سال بعد شروع نشد، و از این‌رو دانشگاه ابردین مراسم پانصدمین سال تأسیس را در سال ۲۰۰۵ جشن گرفت.
پس از «اصلاحات مذهبی اسکاتلند» در سال ۱۵۶۰، کالج کینگز از کارکنان کاتولیک رومی آن پاکسازی شده بود، ولی در بسیاری از جهات دیگر تا اندازهٔ زیادی در برابر تغییر مقاومت‌هایی وجود داشت. در آوریل ۱۵۹۳ ماریسکال کالج به عنوان دانشگاه دومین در شهر تأسیس شد. در آن زمان برای داشتن دو دانشگاه در یک از شهر بسیار غیرمعمول بود: همان‌گونه که بروشورهای دانشگاه‌ها در قرن بیستم نشان می‌دهند، برای ابردین به همان اندازه که در انگلستان در آن زمان (دانشگاه‌های آکسفورد و دانشگاه کمبریج) دانشگاه وجود داشته. علاوه براین، یک دانشگاه دیگر هم در شمال ابردین در در «فریزبورو» در ۱۵۹۵ راه‌اندازی شد، اما بعد از حدود یک دهه تعطیل شد.

### تشکیل دانشگاه ابردین
نزدیکترین قدمی که میان این دو کالج برای ادغام کامل برداشته‌شد عنوان پیشنهادی «دانشگاه کارولین ابردین»، توسط چارلز یکم در ۱۶۴۱ بود. بعد از جنگ‌های سه پادشاهی و پایان‌گرفتن جنگ‌های داخلی، تلاش‌هایی برای ایجاد اتحاد کامل‌تری میان این دو نهاد انجام شد و نتیجهٔ آن تصویب مجلس الیور کرامول در ایام حکومت موقت انگلستان در ۱۶۵۴ بود. این دانشگاه تا زمان بازگردانی؛ که به‌فرمان چارلز دوم تمام قوانین ساخته شدهٔ دورهٔ پیش را لغو می‌کرد، یک‌پارچگی خود را حفظ کرد ولی از آن‌پس دو کالج دوباره به وضعیت مستقل پیشین خود بازگشتند. چارلز یکم هنوز هم به عنوان یکی از بنیان‌گذاران این دانشگاه شناخته شده، او سهم خود در ایجاد دانشگاه کارولین و خیرخواهی خود را نسبت به کالج کینگز انجام و ابراز داشته‌است. پیشنهادهای ناموفق بیشتری در مورد اتحاد در طول قرن هجدهم و اوایل قرن نوزده صورت‌گرفت.
در نهایت دو دانشگاه شهر ابردین در ۱۵ سپتامبر سال ۱۸۶۰ مطابق با قانون ۱۸۵۸ دانشگاه‌ها (اسکاتلند) در هم ادغام شدند، که همچنین ایجاد یک مدرسه پزشکی جدید در کالج ماریسکال هم در همین زمان انجام شد. در این قانون پارلمان ۱۸۵۸ گفته شده که «دانشگاه متحد در میان دانشگاه‌های اسکاتلند از تاریخ تأسیس کالج و دانشگاه کینگز رتبه‌بندی می‌شود.» در نتیجه این دانشگاه سومین قدیمی‌ترین در اسکاتلند و پنجمین قدیمی‌ترین دانشگاه بریتانیا است.